# Saint-Ouen-Marchefroy
 Saint-Ouen-Marchefroy  là một xã của tỉnh Eure-et-Loir, thuộc vùng Centre-Val de Loire, miền bắc nước Pháp.